# Ventersdorp (Gemeinde)

Gemeindegebiet bis 2016

Ventersdorp war eine Gemeinde im südafrikanischen Distrikt Dr Kenneth Kaunda in der Provinz Nordwest. Sie lag etwa 200 Kilometer südwestlich von Johannesburg an der Nationalstraße 14. Der Verwaltungssitz der Gemeinde befand sich in der Stadt Ventersdorp. Nontetho Cilia Phoyane war die letzte Bürgermeisterin. Der African National Congress stellte zuletzt die Mehrheit im Gemeinderat.
Der Name der Gemeinde stammt von der gleichnamigen Stadt. Sie wurde nach dem Farmbesitzer Venter benannt, auf dessen Besitz die Stadt gegründet worden war. 2011 hatte die Gemeinde laut Volkszählung 56.702 Einwohner. Sie deckte ein Gebiet von 3764 Quadratkilometern ab.
2016 wurde die Gemeinde mit der Gemeinde Tlokwe City Council zur Gemeinde Tlokwe/Ventersdorp, seit 2017 JB Marks, zusammengelegt.

## Söhne und Töchter der Gemeinde
- Eugène Terre’Blanche (1941 oder 1944–2010), südafrikanischer Politiker
- Klaus Duschat (* 1955), deutscher Bildhauer